# Eun Ji-won
Eun Ji-won (hangul= 은지원, hanja= 殷志源, RR= Eun Ji-won; Yeongdeungpo-gu, Seúl, 8 de junio de 1978) es un rapero y actor surcoreano conocido por ser miembro y líder de la banda SECHSKIES.

## Biografía
Su madre fue parte del grupo llamado "Lily Sisters", tiene dos hermanos y dos hermanas. El 5 de septiembre de 2018 se anunció que su padre había fallecido.
Asistió al "Hawaiian Mission Academy" del 9° al 12° grado junto a Kang Sung-hoon.
Su tío abuelo fue el expresidente de Corea del Sur, Park Chung-hee. 
Mientras que su tía paterna es la expresidenta de Corea del Sur, Park Geun-hye.
Ji-won comenzó a salir con Lee Soo-yeon, la pareja se comprometió y en abril del 2010 se casaron, sin embargo la pareja se divorció en agosto de 2012.
Es buen amigo de los miembros de SECHSKIES.

## Carrera
En 1997 se unió a la agencia "Daesung Entertainment (DSP Media)" donde fue miembro hasta 2000. En 2000 se unió a la agencia "GYM Entertainment" donde formó parte hasta el 2017. Desde el 2017 es miembro de la agencia "YG Entertainment".
Desde abril de 1997 es el líder del grupo musical "SECHSKIES" junto a Jang Su-won, Kang Sung-hoon, Kim Jae-duck, Lee Jai-jin y Ko Ji-yong. El grupo se separó en el 2000 y dieciséis años separados volvieron a unirse en el 2016.
En julio de 2012 se unió al elenco principal de la serie Reply 1997 donde interpretó a Do Hak-chan, un joven presumido que estuvo en el ejército que es transferido desde Seúl y que es bueno en los deportes, hasta septiembre del mismo año.
En el 2013 apareció por primera vez como invitado en el exitoso programa de televisión surcoreano Running Man (también conocida como "Leonning maen") durante el episodio no. 141, poco después en el 2014 se unió nuevamente al programa durante el episodio no. 209 donde fue parte del equipo "Original Idol Team" junto a Kim Jong-kook, Chun Myung-hoon, Danny Ahn y Moon Hee-joon. En el 2015 apareció en el equipo no. 252 donde fue parte del equipo Hip Hop Club junto a Yoo Jae-suk, Jay Park, Jessi, San E y Verbal Jint. Más tarde en 2016 apareció en el episodio n.º 326 formando del equipo "Lady Ji-hyo Team" con Song Ji-hyo, Kang Sung-hoon, Jang Su-won, Kim Jae-duck y Lee Jai-jin. Más tarde apareció nuevamente en el programa en diciembre del 2017 durante el episodio n.º 383 formando parte del equipo "White Team" con Yoo Jae-suk, Yang Se-chan, Kang Sung-hoon y Lee Jai-jin.
En 2015 se unió al programa Cool Kiz on the Block donde participó durante el deporte de natación junto a Kang Ho-dong, Seo Ji-seok, Sung Hoon, Jeong Hyeong-don, Noh Seung-hwan (Sean), Kwon Yuri, Kang Min-hyuk y Lee Jae-yoon.
Ese mismo año se unió a la décimo novena temporada del programa Law of the Jungle Yap donde formó parte del elenco junto a Kim Byung-man, Lee Jung-jin, Ryu Dam, Park Han-byul, Yoon Sang-hyun y Bae Soo-bin.
En 2017 se unió al elenco del programa Kang's Kitchen, donde aparece hasta ahora.

## Filmografía

### Programas de variedades
| Año                                 | Programa                                                  | Notas |
| ----------------------------------- | --------------------------------------------------------- | --- |
| 2020-presente                       | Birds of a Feather                                        | miembro                                                                                                   |
| 2020-presente                       | Friday Night (Friday Joy Package)                         | miembro                                                                                                   |
| 2019-presente                       | Cabin Crew 2                                              | miembro                                                                                                   |
| 2019-presente                       | Naturally                                                 | miembro                                                                                                   |
| 2016-presente                       | Plan Man                                                  | 10 episodios - miembro                                                                                    |
| 2015-presente                       | New Journey to the West                                   | miembro                                                                                                   |
| 2017-2019                           | Kang's Kitchen                                            | miembro                                                                                                   |
| 2019                                | Perfect Pair                                              | miembro                                                                                                   |
| 2018-2019                           | Around the World in Packages (Carefree Travelers)         | miembro                                                                                                   |
| 2013, 2014, 2015, 2016, 2017        | Running Man                                               | 5 episodios - (Ep. #141, 209, 252, 326, 383) - participante                                               |
| 2017, 2009, 2016                    | Radio Star                                                | Ep. #545 - presentador invitado 5 episodios (Ep. #108-110, 480, 503) - invitado                           |
| 2017                                | Knowing Bros                                              | Ep. #106 - invitado - junto a SECHSKIES                                                                   |
| 2017                                | Life Bar                                                  | 2 episodios (Ep. # 21-22) - junto a SECHSKIES                                                             |
| 2017                                | The Dynamic Duo (Cooperation 7)                           | miembro                                                                                                   |
| 2017 2016                           | Fantastic Duo                                             | (Ep. #32) - junto a JinuSean 2 episodios (Ep. #9-10) - junto a Kim Jae-duck, Kang Sung-hoon y Lee Jai-jin |
| 2014, 2016, 2017 2007-2012          | 2 Days & 1 Night                                          | (Ep. #344, 472-474 y 518) - invitado (Ep. #1-232) - miembro                                               |
| 2005, 2015, 2017                    | Infinite Challenge                                        | 5 episodios - (Ep. #5, 448-451, 545) - invitado                                                           |
| 2016                                | Weekly Idol                                               | 2 episodios - (Ep. #280-281) - junto a SECHSKIES                                                          |
| 2016                                | You Hee-yeol's Sketchbook                                 | Ep. #323 - junto a SECHSKIES                                                                              |
| 2016                                | Gura Cha Cha Time Slip                                    | - |
| 2016                                | Please Look After Me                                      | - |
| 2016                                | Flower Crew                                               | (Ep. #1-12) miembro - junto a Lee Jai-jin                                                                 |
| 2016                                | My Money Partners - Next-door CEOs                        | - |
| 2016                                | Strong Man                                                | - |
| 2015                                | Cool Kiz on the Block                                     | 7 episodios - (Ep. #118-124) - miembro                                                                    |
| 2015                                | Mari And I                                                | - |
| 2015                                | Non-Summit (Abnormal Summi)                               | Ep. #72 - invitado                                                                                        |
| 2015                                | Going to School                                           | (Ep. #36-43) - miembro                                                                                    |
| 2015                                | The Capable Ones                                          | - |
| 2015                                | The Human Condition 2                                     | (Ep. #93-104) - miembro                                                                                   |
| 2015                                | Law of the Jungle Yap                                     | 5 episodios (Ep. #166-170) - miembro                                                                      |
| 2015                                | Do As You Want                                            | - |
| 2010, 2014, 2015                    | Hello Counselor                                           | 3 episodios - (Ep. #4, 200 y 229) - invitado                                                              |
| 2008-2009, 2011-2014 2005 2002-2005 | Happy Together, S.3 Happy Together Friends Happy Together | Ep. #28, 75, 101, 187, 257, 307, 341 Ep. #3 Ep. #33, 95, 98, 105, 111, 116, 149, 161, 172, 177-178        |
| 2014                                | First Day of Work                                         | 15 episodios - miembro                                                                                    |
| 2014                                | Magic Eye                                                 | - |
| 2014                                | W.I.S.H. (Where is My Super Hero?)                        | - |
| 2014                                | The King Of Food                                          | 2 episodios - (Ep. #21-22) - junto a Kim Jong-min, Hong Jin-young y Hong Ji Min - invitado                |
| 2014                                | World Changing Quiz Show                                  | - |
| 2014                                | Million Seller                                            | - |
| 2013-2014                           | The Genius 2                                              | miembro                                                                                                   |
| 2013                                | Beauty and the Beast                                      | - |
| 2013                                | Handsome Boys of the 20th Century                         | - |
| 2013                                | Barefoot Friends                                          | miembro                                                                                                   |
| 2013                                | Thank You                                                 | invitado - junto a Oh Sang-jin, y Uhm Hong Gil                                                            |
| 2013                                | Star Gazing                                               | - |
| 2013                                | Hwasin: Controller of the Heart                           | Ep.# 26 - invitado                                                                                        |
| 2012                                | Jewelry House                                             | - |
| 2007, 2012                          | Come to Play                                              | - |
| 2011                                | Star King                                                 | - |
| 2011                                | Escape Crisis No.1                                        | - |
| 2010                                | Sweet Potato                                              | - |
| 2010                                | Midnight Idol                                             | - |
| 2010                                | Star Golden Bell, Season 2                                | - |
| 2009                                | Monarch of the Ring                                       | - |
| 2009                                | School Mobile World Card                                  | - |
| 2009                                | Intimate Note Season 2                                    | - |
| 2007-2009                           | Quiz Showdown!                                            | - |
| 2007                                | Are You Ready?                                            | - |
| 2007                                | Jiwhaza                                                   | - |
| 2006                                | Truth & False                                             | - |
| 2005                                | Imagination Summer Expedition                             | - |
| 2003                                | Match Made in Heaven                                      | - |
| 2003                                | Parody Theater Rooftop Room Snake                         | - |

### Películas

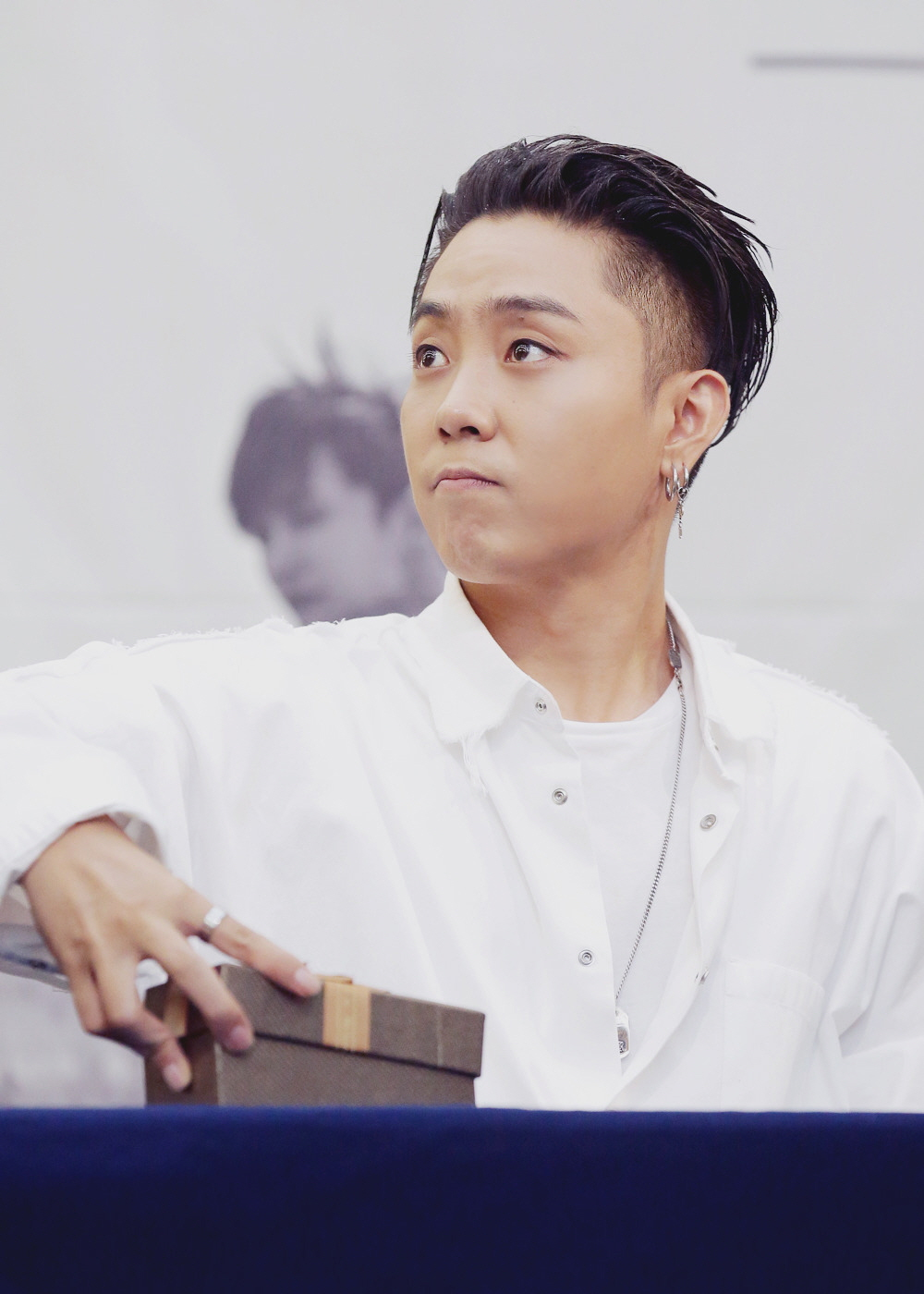
Eun Ji-won en mayo del 2017.

| Año  | Título                      | Personaje      | Notas |
| ---- | --------------------------- | -------------- | ----- |
| 2009 | The Missing Lynx            | Lynx (doblaje) | -     |
| 2004 | Marrying a High-School Girl | Park Ondal     | -     |
| 1998 | Seventeen: The Movie        | Kim Joon-tae   | -     |

### Series de televisión
| Año        | Título     | Personaje       | Notas        |
| ---------- | ---------- | --------------- | ------------ |
| 2013       | Reply 1994 | Do Hak-chan     | ep. #17      |
| 2012       | Reply 1997 | Do Hak-chan     | 16 episodios |
| 2007       | New Heart  | Nuevo Residente | ep. #27      |
| 2001, 2003 | Nonstop    | Eun Ji-won      | ep. #480     |

### Presentador
| Año       | Programa                                    | Notas                                        |
| --------- | ------------------------------------------- | -------------------------------------------- |
| 2021      | New World                                   | miembro                                      |
| 2018      | School Attack                               | junto a Dongwoon y JooE                      |
| 2014      | Same Age                                    | junto a Kim Gu-ra, Moon Hee-joon y Brian Joo |
| 2013      | Vitamin                                     | junto a Lee Hwi-jae y Park Eun Young         |
| 2013      | Immortal Songs 2                            | junto a Moon Hee-joon                        |
| 2013      | Handsome Boys Communication - EunHee Clinic | junto a Moon Hee-joon                        |
| 2012-2013 | Show Me the Money                           | -                                            |
| 2012      | Three Idiots                                | junto a Lee Soo-geun y Kim Jong-min          |
| 2010      | Idol League                                 | junto a Moon Hee-joon                        |
| 2009      | Lord of the Rings                           | junto a Lee Soo-geun y Marco                 |
| 2008-2009 | SBS Inkigayo                                | junto a Huh E-jae                            |

### Radio
| Año       | Programa                   | Notas             |
| --------- | -------------------------- | ----------------- |
| 2017      | Choi Hwa Jung's Power Time | junto a SECHSKIES |
| 2017      | Jung Yoo Mi's FM Date      | junto a SECHSKIES |
| 2017      | Kangta's Starry Night      | junto a SECHSKIES |
| 2002-2003 | MBC FM4U                   | DJ                |

### Anuncios
| Año           | Marca (compañía)              | Notas                                                             |
| ------------- | ----------------------------- | ----------------------------------------------------------------- |
| 2011-presente | KRT - Travel Agency           | aparece en los anuncios                                           |
| 2016          | GS25 - Retail                 | -                                                                 |
| 2012          | LG - Computer - Ultrabook     | -                                                                 |
| 2012          | WOW - Game - NPC              | -                                                                 |
| 2009          | Villain - Clothing - Pants    | -                                                                 |
| 2009          | Home Plus - Mall              | junto a Kang Ho-dong, Lee Soo-geun, MC Mong, Lee Seung-gi y Kim C |
| 2008          | New Era - Snap Back Hat - Hat | -                                                                 |
| 2008          | Noonnoppi - Education         | -                                                                 |
| 2008          | BHC - BHC Chicken - Food      | junto a MC Mong                                                   |
| 2008          | Nepa - Clothing               | junto a MC Mong                                                   |
| 1998          | Elite - Uniform               | junto a SECHSKIES                                                 |
| 1997          | Mr Hammer - Snack             | junto a SECHSKIES                                                 |